# A cápa 2.
A cápa 2. (eredeti cím: Jaws 2) egy 1978-as amerikai thriller, amelyet Jeannot Szwarc rendezett. Ez Steven Spielberg A cápa című filmjének folytatása, és a A cápa filmsorozat második része. A film főszereplője Roy Scheider, mint Martin Brody rendőrfőkapitány. A történet Brody főnökről szól, aki azt gyanítja, hogy egy másik nagy fehér cápa terrorizálja a kitalált tengerpart menti üdülőhelyet, az Amity Islandet, majd számos incidens és eltűnés után, gyanúja végül beigazolódik.
Az eredeti film gyártásához hasonlóan a Cápa 2. gyártása is problémás volt. Eredetileg John D. Hancock lett volna a film rendezője, de ő alkalmatlannak bizonyult egy akciófilmhez, helyét Szwarc vette át. Scheider, aki újból Martin Brodyként játszotta szerepét, csak hogy megszüntesse a Universal Pictures-sel kötött szerződéses problémát, szintén elégedetlen volt a gyártás során, és több heves eszmecserét folytatott Szwarccal.
A cápa 2. a történelem legtöbb bevételt hozó folytatása volt, amíg a Rocky II. 1979-ben meg nem jelent. A film egyik híres mondata: „Éppen akkor, amikor azt hitted, hogy biztonságos visszamenni a vízbe…” a filmtörténelem egyik leghíresebb filmjévé vált, és többször is parodizálták. A film vegyes kritikákat kapott, majd a A cápa 3. követte 1983-ban és a Cápa 4. – A cápa bosszúja 1987-ben.

## Ismertető
Amity város lakói már-már kiheverték az egykori tragikus cápatámadásokat. Hamarosan azonban újabb döbbenetes halálesetek történnek, s amikor a partra vetődik egy gyilkos bálna teteme, melyen hatalmas harapásnyomok láthatók, Martin Brody rendőrfőnök biztosra veszi, hogy egy újabb emberevő cápa van a közelben. Brody téves riasztása miatt azonban elmélete hitelét veszti, s a város vezetősége nem hajlandó lezárni a turisztikailag jövedelmező tengerpartot. Amikor újabb vérfagyasztó esetek történnek, maga a rendőrfőnök száll szembe a vérengző bestiával.

## Szereplők
| Szereplő              | Színész              | Magyar hang (1. szinkron) | Magyar hang (2. szinkron, 2022-2023) |
| --------------------- | -------------------- | ------------------------- | ------------------------------------ |
| Martin Brody          | Roy Scheider         | Trokán Péter              | Epres Attila                         |
| Ellen Brody           | Lorraine Gary        | Jani Ildikó               | Tóth Enikő                           |
| Mayor Larry Vaughn    | Murray Hamilton      | Csíkos Gábor              | Németh Gábor                         |
| Len Peterson          | Joseph Mascolo       | Papp János                | Jakab Csaba                          |
| Deputy Jeff Hendricks | Jeffrey Kramer       | Juhász György             | Czvetkó Sándor                       |
| Dr. Elkins            | Collin Wilcox        |                           | Ősi Ildikó                           |
| Tina Wilcox           | Ann Dusenberry       | Zsigmond Tamara           | Csuha Bori                           |
| Andy Nicholas         | Jarry Springer       | Seszták Szabolcs          | Orosz Gergely                        |
| Timmy Weldon          | G. Thomas Dunlop     | Harsányi Bence            | Tárnok Csaba                         |
| Michael Mike Brody    | Mark Gruner          |                           | Nagy Gereben                         |
| Tom Andrews           | Barry Coe            |                           | Seder Gábor                          |
| Grace Witherspoon     | Susan French         |                           | Bessenyei Emma                       |
| Jackie Peters         | Donna Wilkes         |                           | Csifó Dorina                         |
| Eddie Marchand        | Gary Dubin           |                           | Hám Bertalan                         |
| Paul Polo Loman       | John Dukakis         |                           | Geri Tamás                           |
| Larry Vaughn, Jr.     | David Elliott        |                           | Gacsal Ádám                          |
| Sean Brody            | Marc Gilpin          | Molnár Levente            | Simon Barnabás                       |
| Marge                 | Martha Swatek        | Roatis Andrea             |                                      |
| Doug Fetterman        | Keith Gordon         |                           | Baráth István                        |
| Bob                   | Billy Van Zandt      |                           |                                      |
| Brooke Peters         | Fritzi Jane Courtney | Csondor Kata              |                                      |

## Zene

### Filmzene
John Williams visszatért a zene szerzéséhez, miután elnyerte az Oscar -díjat a legjobb eredeti filmzenének az első filmen végzett munkájáért. Williams azt mondja, hogy mindenki azt feltételezte, hogy „a zene is visszatér, és része lesz a szereposztásnak… ehhez természetesen új zenére is van szükség, de A cápa zenéjét úgyszintén használni kell”.  Szwarc szerint a már ismert zenék mellett Williams egy „fiatalos ellenpontot is alkotott a cápához, amely mindig ott van, amikor a gyerekek vitorláznak vagy a tengerre mennek. Nagyon ötletes volt.”

## Fordítás
- Ez a szócikk részben vagy egészben  a   Jaws 2 című angol Wikipédia-szócikk fordításán alapul.  Az eredeti cikk szerkesztőit annak laptörténete sorolja fel. Ez a jelzés csupán a megfogalmazás eredetét és a szerzői jogokat jelzi, nem szolgál a cikkben szereplő információk forrásmegjelöléseként.